# Alchemilla panigrahiana
Alchemilla panigrahiana är en rosväxtart som beskrevs av K.M. Purohit. Alchemilla panigrahiana ingår i släktet daggkåpor, och familjen rosväxter. Inga underarter finns listade i Catalogue of Life.